# Meridiano 74 W
O meridiano 74 W é um meridiano que, partindo do Polo Norte, atravessa o Oceano Ártico, América do Norte, Oceano Atlântico, Mar das Caraíbas, América do Sul, Oceano Pacífico, Oceano Antártico, Antártida e chega ao Polo Sul. Forma um círculo máximo com o Meridiano 106 E.
Nos Estados Unidos da América, este meridiano passa em Nova Iorque.
Na Antártida, o meridiano define o limite ocidental da reivindicação da Argentina (a Antártida Argentina) e passa nas reivindicações do Chile (Província da Antártida Chilena) e do Reino Unido (Território Antártico Britânico) - as três sobrepõem-se.
Começando no Polo Norte, o meridiano 74º Oeste tem os seguintes cruzamentos:
| País, território ou mar | Notas |
| ----------------------- | --- |
| Oceano Ártico           | |
| Canadá                  | Ilha Ellesmere, Nunavut |
| Estreito de Nares       | |
| Gronelândia             | Ilha Sutherland |
| Baía de Baffin          | |
| Canadá                  | Nunavut - Ilha de Baffin |
| Bacia de Foxe           | |
| Canadá                  | Nunavut - Ilha Air Force |
| Bacia de Foxe           | |
| Canadá                  | Nunavut - Ilha de Baffin |
| Bacia de Foxe           | |
| Canadá                  | Nunavut - Ilha de Baffin |
| Estreito de Hudson      | |
| Canadá                  | Nunavut - Ilha Charles |
| Estreito de Hudson      | |
| Canadá                  | Quebec |
| Estados Unidos          | Nova Iorque Nova Jersey Nova Iorque - passa em Manhattan e Long Island |
| Oceano Atlântico        | Lower New York Bay |
| Estados Unidos          | Nova Jersey |
| Oceano Atlântico        | |
| Bahamas                 | Ilha Acklins |
| Oceano Atlântico        | Passa a leste de Cuba |
| Mar das Caraíbas        | |
| Haiti                   | Península Tiburon, na ilha Hispaníola |
| Mar das Caraíbas        | |
| Colômbia                | |
| Peru                    | |
| Oceano Pacífico         | |
| Chile                   | Ilha Chiloé |
| Golfo de Corcovado      | |
| Chile                   | Arquipélago de Chonos, Península de Taitao (continente), Ilha Merino Jarpa, continente, e diversas ilhas do Arquipélago Patagónico                                                                |
| Estreito de Magalhães   | |
| Chile                   | Ilha Desolação |
| Oceano Pacífico         | |
| Oceano Antártico        | |
| Antártida               | Limite ocidental da reivindicação da Argentina (Antártida Argentina), e passagem pelas reivindicações do Chile (Província da Antártida Chilena) e do Reino Unido (Território Antártico Britânico) |